# Seksmisja
Seksmisja is een Poolse komedie-sciencefictionfilm uit 1984. De film is ook bekend onder de alternatieve titel Sexmission.
De film bevat kritiek op totalitaire regimes terwijl hij is gemaakt ten tijde van de Volksrepubliek Polen.

## Verhaallijn

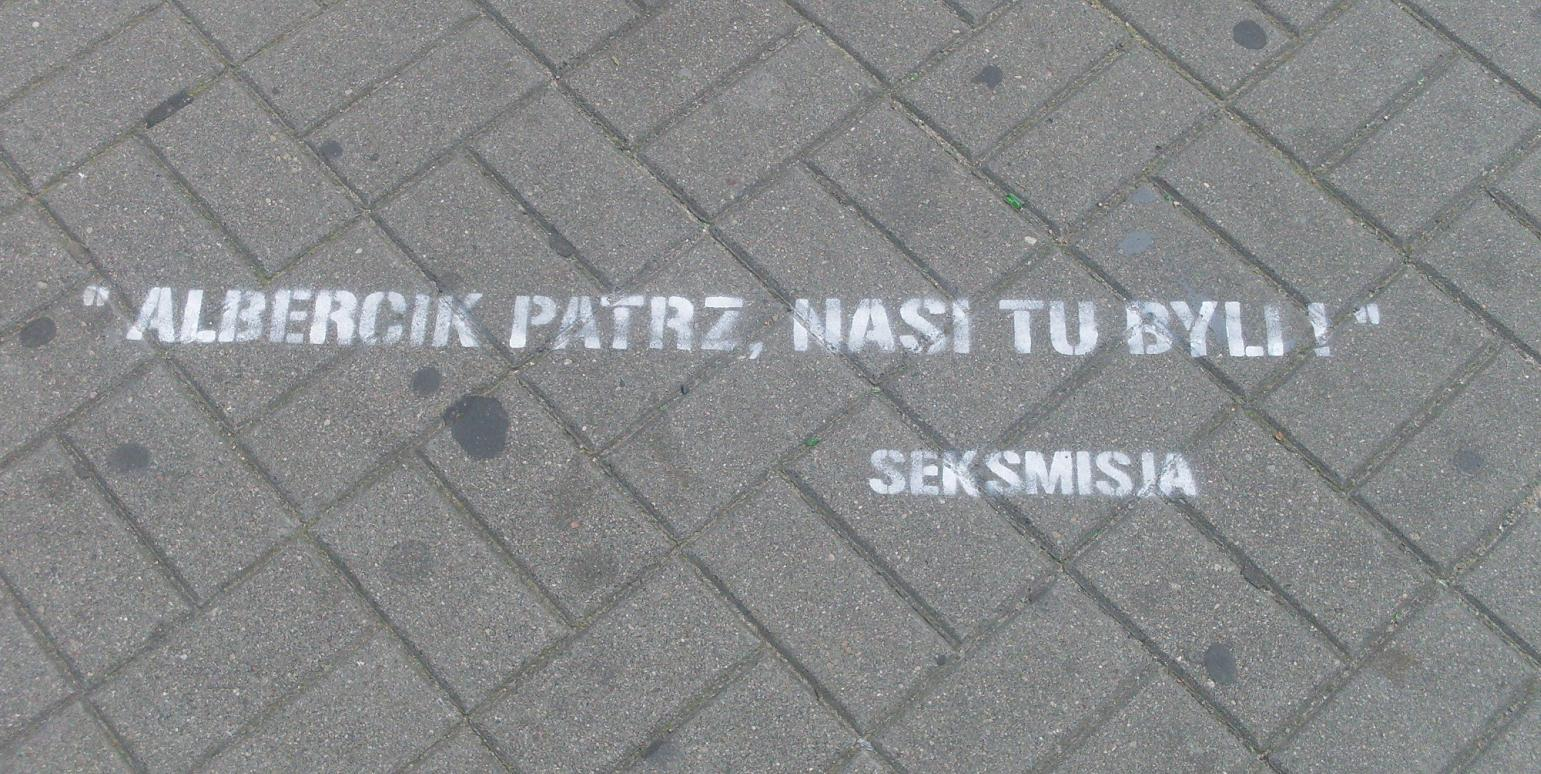
Citaat uit Seksmisja

Twee mannelijke vrijwilligers worden bij wijze van wetenschappelijk experiment voor drie jaar ingevroren. In die drie jaar valt de aarde echter ten prooi aan een kernoorlog waardoor men vergeet de twee wetenschappers te ontdooien. In 2044 ontwaken ze in een ondergrondse totalitaire gemeenschap, louter bestaande uit vrouwen. Alle mannen op de wereld zijn uitgestorven en de vrouwen planten zich voort door middel van parthenogenese. De twee wetenschappers weten te ontkomen aan castratie en komen daarbij in contact met vrouwen die nog nooit een man gezien hebben.

## Rolverdeling
| Acteur                  | Personage                     |
| ----------------------- | ----------------------------- |
| Olgierd Łukaszewicz     | Albert Starski                |
| Jerzy Stuhr             | Maksymilian Paradys           |
| Bożena Stryjkówna       | Lamia Reno                    |
| Bogusława Pawelec       | Emma Dax                      |
| Hanna Stankówna         | Tekla                         |
| Beata Tyszkiewicz       | Berna                         |
| Ryszarda Hanin          | Jadwiga Yanda                 |
| Barbara Ludwiżanka      | Julia Novack                  |
| Mirosława Marcheluk     | adviseur van Hare Excellentie |
| Hanna Mikuć             | Linda, bewaakster             |
| Elżbieta Zającówna      | Zajaconna, bewaakster         |
| Dorota Stalińska        | tv-verslaggeefster            |
| Ewa Szykulska           | instructrice                  |
| Janusz Michałowski      | Wiktor Kuppelweiser           |
| Wiesław Michnikowski    | Hare Excellentie              |
| Piotr Stefaniak         | assistent van Kuppelweiser    |
| Juliusz Lubicz-Lisowski | vader van Maksymilian         |
| Zofia Plewińska         | vrouw van Maksymilian         |

## Prijzen
- 1984 - Złota Kaczka voor film van het jaar.